# Erna Siikavirta
Erna Siikavirta (Espoo, 8 oktober 1977), beter bekend als Enary uit de band Lordi, is een Fins toetsenist. Ze was altijd herkenbaar aan het feit dat ze de enige vrouw in de band was en lang blond haar had. Als personage koos ze voor een valkyrie. Haar eerste naam was Character No."081077", pas in 2002 veranderde ze die in Enary.
Van 1997 tot 2005 speelde ze keyboard bij de Finse Metalband Lordi. De Lordi-fan kon haar te zien krijgen in een heel pak videoclips van de band, onder meer in Blood Red Sandman, Would You Love A Monsterman en Devil Is A Loser. Op het album "The Monsterican Dream" stond het liedje "Magistra Nocte" dat geheel geschreven en gespeeld was door Erna. Ze heeft niet meegedaan aan het Eurovisiesongfestival 2006 in Athene, omdat de andere leden haar vroegen te vertrekken.  Uiteindelijk moest Lordi Enary's 'baan' doorgeven aan Awa (Leena Peisa).